# Hardivillers-en-Vexin
Hardivillers-en-Vexin är en kommun i departementet Oise i regionen Hauts-de-France i norra Frankrike. Kommunen ligger i kantonen Chaumont-en-Vexin som tillhör arrondissementet Beauvais. År 2018 hade Hardivillers-en-Vexin 163 invånare.

## Befolkningsutveckling
Antalet invånare i kommunen Hardivillers-en-Vexin
| Referens: INSEE |